# マルチェロ・リッピ
マルチェロ・ロメオ・リッピ（Marcello Romeo Lippi、1948年4月12日 - ）は、イタリア・トスカーナ州ルッカ県ヴィアレッジョ出身の元サッカー選手。サッカー指導者。現役時代のポジションはディフェンダー。

## 経歴

### 選手時代

#### クラブ
現役時代は中盤やリベロの選手としてサンプドリアなどでプレー。U-23代表経験を持つが、フル代表に呼ばれることはなかった。

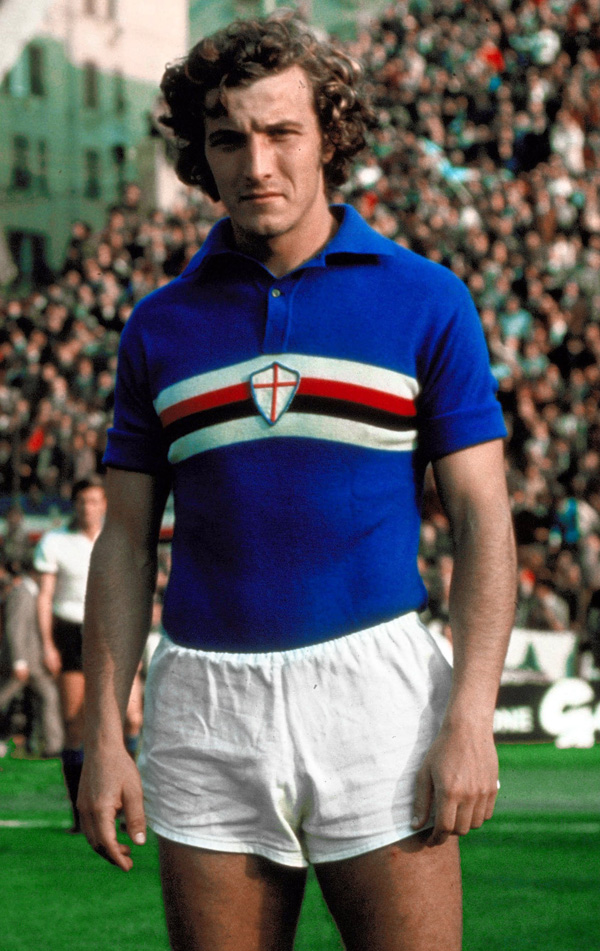
選手時代のリッピ(サンプドリア，1970年)

### 指導者時代
1982年に引退後、指導者としての道を歩み始める。1993-94シーズンにナポリでダニエル・フォンセカ、パオロ・ディ・カーニオ、テルン、カンナバ－ロらを擁し6位に導くと、当時低迷していたユヴェントスから白羽の矢を立てられた。

#### ユヴェントス
1994年、ユヴェントスの監督に就任すると、ナポリで指導していたフェラーラを獲得、前年のバロンドーラーであったエースのロベルト・バッジョが怪我で離脱したためジャンルカ・ヴィアッリ、ファブリツィオ・ラヴァネッリ、当時期待の若手だったアレッサンドロ・デル・ピエロを前線に並べ、高い位置から積極的にプレスをかける攻撃的な戦術を採用。就任1年目でユヴェントスに9シーズンぶりのスクデットをもたらした。翌年にはロベルト・バッジョ、コーラーを放出、ヴィエルコウッド、ユーゴビッチ、パドバーノらを獲得し、UEFAチャンピオンズリーグを制覇、1996-97、1997-98シーズンと3年連続で同大会決勝にチームを導くなど、その他にも毎シーズンタイトルを獲得し、名将としての地位を確固たるものにしていった。

#### インテル
1999年、インテルの監督に就任。パウロ・ソウザ、ユーゴビッチとユベントス時代に指導した2選手を加入させた。開幕当初はクリスティアン・ヴィエリの活躍で首位に躍り出るもロナウドの負傷離脱などもあり、次第に調子を落とす。自身もユヴェントスでも共に働いたロベルト・バッジョと対立し結局4位でシーズンを終えた。皮肉なことにパルマとのプレーオフはバッジョのドッピエッタによりCLの出場権を獲得した。バッジョがチームを去った翌シーズンは、CL予備予選で敗退、そして開幕戦でレッジーナに破れ、僅か3試合でマッシモ・モラッティ会長に解任された。この為インテリスタの評価は芳しくない。

#### 第2次ユヴェントス
2001年から再びユヴェントスの監督に就任する。ジネディーヌ・ジダンを売却しながらパベル・ネドベドを獲得するなどやりくりしこのシーズン、翌年と2連覇を達成、CLでも決勝に進出したがPK戦の末、ACミランに敗れた。翌シーズンはCLではデポルティーボ・ラ・コルーニャに敗れ、リーグ戦は3位に終わりこの年で退任した。

#### イタリア代表
EURO2004終了後、ジョバンニ・トラパットーニの後を受けイタリア代表監督に就任。「カテナチオからの脱却」を旗印に、攻撃的な戦術でチーム作りを推進し、2006年のワールドカップドイツ大会でイタリア代表を24年ぶりの優勝に導き、UEFAチャンピオンズリーグとワールドカップの両方を制した史上初の監督となった。トヨタカップも制しているため、クラブチームとナショナルチームの両方で世界一になったのは彼が最初である。大会終了後に「私の役目は終わった」として代表監督を勇退。
また、EURO2008予選敗退による責任で解任されたスティーヴ・マクラーレンの後任としてイングランド代表監督候補として挙がったが、リッピ本人が英語を話せないため辞退した。結局、イングランド代表監督はファビオ・カペッロが就任した。

#### 第2次イタリア代表
2008年6月26日、イタリア代表がEURO2008を準々決勝で敗退したことにより、退任することとなったロベルト・ドナドーニ監督の後任として、イタリア代表監督に再就任することとなった。ワールドカップドイツ大会以来およそ2年ぶりの監督復帰となった。
2009年のコンフェデレーションズカップではエジプト、ブラジルに敗れグループリーグで敗退した。
2010年のワールドカップ南アフリカ大会では連覇を目指したが、1勝もできずに1次リーグで敗退した。
ワールドカップドイツ大会で優勝したメンバーの多くがベテランの領域に達しており、世代交代に失敗した印象が強いことや当時不振に喘いでいた（2009-10シーズンは7位）ユヴェントス所属のメンバーが中心の守備陣が批判を浴び、さらにアンドレア・ピルロやジャンルイジ・ブッフォンの離脱で苦戦を強いられた。

#### 広州恒大
2012年5月、パラグアイ代表FWのルーカス・バリオスを補強するなど精力的に動く広州恒大は、李章洙を解任しマルチェロ・リッピの監督就任を発表した。契約は2年半である。2013年、AFCチャンピオンズリーグ2013にて、広州恒大をクラブ初のアジア制覇に導いた。中国スーパーリーグ4連覇を達成した2014年11月2日、監督を退任する意向を表明した。同月5日、役職名は変わらないものの実質的な指導の立場から退きファビオ・カンナヴァーロがその座を引き継ぐことが発表された。
2015年2月26日、2年半在籍した広州恒大を退任することを発表した。

#### 中国代表
2016年10月22日、中国代表監督に就任。契約期間は3年間、年俸は世界最高額の1800万ポンド（約27億2000万円）。W杯アジア最終予選にて、就任時点では4試合勝ち点1で最下位だった同国は、リッピ就任後宿敵韓国を破るなど3勝2分1敗と躍進。予選敗退に終わったが、改めてリッピの名将ぶりを知らしめた。
2019年1月24日、リッピが率いる中国代表はアラブ首長国連邦で開催されたAFCアジアカップの準々決勝でイランに0-3で敗れた。試合後の記者会見で、契約満了による退任を明言したが、後任のファビオ・カンナヴァーロが同年3月に行われたチャイナカップでの成績不振によって辞任した後、わずか4ヵ月で再び中国代表監督の座に復帰を果たした。
2019年11月14日、カタールW杯アジア二次予選でシリア代表に敗れたことを受けて、2度目の辞任を表明した。

## 人物・エピソード
自身が影響を受けた監督にアリゴ・サッキとファビオ・カペッロの名を挙げており、初期はサッキの相手を圧倒する両翼を駆使した攻撃型のチーム作りに没頭したが、その模倣が現有戦力では完全に至らないことを悟り、徐々にその中にカペッロ的な要素を組み込んだとしている。本人いわく、サッカーで重要なのはバランスとのこと。
葉巻きたばこ愛好家として知られる。2006年ドイツW杯の表彰式では葉巻を片手にトロフィーにキスをする場面が観られた。

## 監督成績
2019年11月14日現在
| クラブ         | 就任           | 退任           | 記録 | 記録 | 記録 | 記録 | 記録   |
| クラブ         | 就任           | 退任           | 試   | 勝   | 分   | 敗   | 勝率   |
| -------------- | -------------- | -------------- | ---- | ---- | ---- | ---- | ------ |
| ポンテデーラ   | 1985年7月      | 1986年6月      | 34   | 10   | 17   | 7    | 029.41 |
| シエナ         | 1986年7月      | 1987年6月      | 34   | 5    | 14   | 15   | 014.71 |
| ピストイエーゼ | 1987年7月      | 1988年6月      | 34   | 10   | 15   | 9    | 029.41 |
| カッラレーゼ   | 1988年7月      | 1989年6月      | 34   | 10   | 16   | 8    | 029.41 |
| チェゼーナ     | 1989年7月      | 1991年6月      | 72   | 13   | 25   | 34   | 018.06 |
| ルッケーゼ     | 1991年7月      | 1992年6月      | 42   | 9    | 22   | 11   | 021.43 |
| アタランタ     | 1992年7月      | 1993年6月      | 36   | 14   | 9    | 13   | 038.89 |
| ナポリ         | 1993年7月      | 1994年6月      | 36   | 12   | 13   | 11   | 033.33 |
| ユヴェントス   | 1994年7月      | 1999年2月8日   | 244  | 137  | 65   | 42   | 056.15 |
| インテル       | 1999年7月      | 2000年10月2日  | 50   | 25   | 11   | 14   | 050.00 |
| ユヴェントス   | 2001年7月      | 2004年6月      | 161  | 90   | 39   | 32   | 055.90 |
| イタリア代表   | 2004年7月16日  | 2006年7月12日  | 29   | 17   | 10   | 2    | 058.62 |
| イタリア代表   | 2008年6月26日  | 2010年6月25日  | 26   | 11   | 10   | 5    | 042.31 |
| 広州恒大       | 2012年5月17日  | 2014年11月2日  | 126  | 82   | 23   | 21   | 065.08 |
| 中国代表       | 2016年10月22日 | 2019年1月25日  | 30   | 10   | 9    | 11   | 033.33 |
| 中国代表       | 2019年5月24日  | 2019年11月14日 | 7    | 5    | 1    | 1    | 071.43 |
| 合計           | 合計           | 合計           | 995  | 460  | 299  | 236  | 046.23 |

## タイトル

### クラブ

#### 国内
ユヴェントスFC
- スクデット : 5回

1994-1995, 1996-1997, 1997-1998, 2001-2002, 2002-2003
- コッパ・イタリア : 1回

1994-1995
- イタリア・スーパーカップ : 4回

1995, 1997, 2002, 2003
広州恒大
- 中国サッカー・スーパーリーグ : 3回

2012, 2013, 2014
- 中国FAカップ : 1回

2012

#### インターナショナル
ユヴェントスFC
- UEFAチャンピオンズリーグ : 1回

1995-1996
- UEFAスーパーカップ : 1回

1996
- トヨタカップ : 1回

1996
広州恒大
- AFCチャンピオンズリーグ : 1回

2013

### ナショナルチーム
- FIFA ワールドカップ : 1回

イタリア代表: 2006

### 個人
- パンキーナ・ドーロ（Panchina d'Oro） : 2回

最優秀監督賞: 1994-1995, 1995-96
- IFFHS The World's best Club Coach : 2回

年間最優秀監督賞: 1996, 1998
- オンズ・ドール（Onze d'Or） : 1回

年間最優秀監督賞: 1997
- UEFA Club Football Awards : 1回

年間最優秀監督賞: 1997-1998
- オスカル・デル・カルチョ（Oscar del Calcio） : 3回

最優秀監督賞（金のベンチ賞）: 1997, 1998, 2003
- IFFHS The World's best National Coach : 1回

年間最優秀代表監督賞: 2006
中国スーパーリーグ最優勝監督：2013

## 勲章
イタリア共和国功労勲章
コメンダトーレ（commendatore）: 12.12.2006